# 切爾沃納波利亞納 (巴文科伏區)
49°1′13″N 36°56′10″E / 49.02028°N 36.93611°E
切爾沃納-波利亞納（烏克蘭語：Червона Поляна）是位於烏克蘭東部的村莊，由哈爾科夫州伊久姆區的巴爾溫科韋市鎮負責管轄。該村始建於1923年，面積1.08平方公里，海拔高度140米，2001年人口498，人口密度每平方公里461.5人。